# South Glamorgan

South Glamorgan

South Glamorgan is een der behouden graafschappen van Wales. Het werd in 1974 gevormd als een county council area en omvatte de county Cardiff en het zuidelijk deel van Glamorgan.  Het is nu verdeeld in twee bestuurlijke hoofdgebieden: Cardiff en Vale of Glamorgan. 